# Lucjusz Skryboniusz Libon (pretor 192 p.n.e.)
Lucius Scribonius Libo – rzymski urzędnik z II w. p.n.e., pretor w 192 p.n.e.
Lucjusz Skryboniusz Libon był edylem kurulnym w 194 p.n.e. i razem z drugim edylem Aulusem Atyliuszem Serranusem jako pierwszy urządził przedstawienia sceniczne na Igrzyskach Megalezyjskich. W 192 p.n.e. był pretorem jako pretor do spraw z obcymi (praetor peregrinus). Otrzymał razem z pretorem miejskim (praetor urbanus) Markiem Fulwiuszem Centumalusem zadanie przygotowania 100 okrętów pięciorzędowych. Pod koniec 186 p.n.e. został powołany do trzyosobowej komisji (triumviri coloniae deducendae), mającej na celu zwerbowanie kolonistów do opustoszałych miast-kolonii Sypontum w północnej Apulii i Buksentum w Lukanii.

## Źródła
- Liwiusz: Dzieje Rzymu od założenia miasta. Księgi XXVIII-XXXIV. Przełożył Mieczysław Brożek. Wrocław: Ossolineum i Wydawnictwo PAN, 1976. Brak numerów stron w książce
- Liwiusz: Dzieje Rzymu od założenia miasta. Księgi XXXV-XL. Przełożył Mieczysław Brożek. Wrocław: Ossolineum i Wydawnictwo PAN, 1981. ISBN 83-04-00748-7. Brak numerów stron w książce